# خط مقدم: سوخت جنگ
خط مقدم: سوخت جنگ (به انگلیسی: Frontlines: Fuel of War) یک بازی تفنگی اول شخص برای مایکروسافت ویندوز و اکس‌باکس ۳۶۰ است. شرکت تی‌اچ‌کیو بر آن بود تا این بازی را نخست برای پلی‌استیشن ۳ منتشر کند ولی تصمیم گرفت که این کنسول را از فهرست پروژه خود خط بزند و در سال ۲۰۰۸ این بازی را فقط برای ویندوز و اکس‌باکس ۳۶۰ منتشر کند. این شرکت دلیل این کار را دیرکرد شرکت سونی در انتشار پلی استیشن ۳ عنوان کرد که به خاطر مشکلات با تعویق روبرو شده بود.

## داستان بازی
داستان بازی در سال ۲۰۲۴ رخ می‌دهد که یک بحران انرژی در جهان رخ داده‌است و همزمان با آن چند همه‌گیری آنفلوانزای پرندگان نیز گسترش یافته‌است. درحالی که فروش نفت در نقطه اوج رو به پایین نزول می‌کند و انرژی‌های جایگزین همانند انرژی خورشیدی و انرژی اتمی هنوز برای جایگزین کردن نفت و تأمین انرژی جهان کافی نیستند موجب می‌شود که یک بحران سیاسی بین بلوک شرق و بلوک غرب رخ دهد. این درگیری‌ها موجب شد که این دو اتحاد قدیمی تکامل یابند؛ یکی متحدین غرب است که در آن ناتو تکامل پیدا می‌کند و به یک «ابَرناتو» تبدیل می‌شود. دیگری متحدین شرق است که با نام مستعار «ستاره سرخ» شناخته می‌شود. این اتحاد مدل تکامل یافتهٔ سازمان همکاری شانگهای است به جنگ با «ناتو» می‌رود تا منابع زیرزمینی بیشتری را از چنگ ناتو بیرون بکشد. در این خلال، چین به نیروهای ناتو حمله می‌کند تا انتقام ماجرای ترکمنستان را از آنها بگیرد؛ زیرا در سال ۲۰۲۱ ناتو و متحدین غربی با حمایت از یک کودتا در کشور نفت‌خیز ترکمنستان، موجب فروپاشی نظام آن کشور شدند. با از بین رفتن آخرین چاه نفت دریای کاسپین، دو بلوک برای یافتن منابع طبیعی دیگر به کشمکش می‌پردازند و چند همه‌گیری ویروسی در جهان موجب می‌شود که کار به یک جنگ جهانی و به دنبال آن جنگ اتمی کشیده شود.
شخصیت بازی در جبهه بلوک غرب قرار دارد و یک سرباز آمریکایی است. او در گروهی از نیروهای ویژه ملقب به «سگهای ولگرد» عضو است و این گروه به مواضع دفاعی ستاره سرخ حمله می‌کنند و یکی پس از دیگری آنها را نابود می‌نمایند. این تأسیسات در مناطق شرق اروپا و آسیای مرکزی قرار دارند. در این نبردها شبکهٔ ماهواره‌ای روسیه به کلی توسط موشکهای ماهواره‌زن ناتو نابود می‌شوند و نظام کشور روسیه به کلی فرو می‌پاشد. سران و دولت‌مردان روسیه مجبور به فرار از کشور شده و با فرار به چین، یک دولت در تبعید تشکیل می‌دهند و با دادن وعده به چین، این کشور را برای نبرد با ناتو تحریک می‌نمایند.
در پایان بازی، هواپیماهای ستاره سرخ به نیروهای ناتو حمله کرده و پس از بمباران به سرعت فرار می‌کنند. از این رو انتهای این بازی همچنان باز است تا نسخه‌های بعدی تحت همین عنوان ساخته شوند.